# Chispita (telenovela)
Chispita es una telenovela mexicana, fue la tercera historia infantil que ha producido Valentín Pimstein y fue transmitida en 1982 por el Canal de las Estrellas de Televisa, es una adaptación de Andrea Celeste, original de Abel Santa Cruz, adaptada por Lucía Carmen bajo la supervisión de su creador. 
Protagonizada por Lucerito, Usi Velasco, Angélica Aragón y Enrique Lizalde, coprotagonizada por Alma Delfina y Leonardo Daniel, con las participaciones antagónicas de Renata Flores, Roxana Chávez e Inés Morales (como dato curioso, el personaje de ésta en los primeros capítulos se llamaba "Sandra" para posteriormente llamarse "Pilar"). "Chispita" contó también con las actuaciones estelares de Gastón Tuset, Rogelio Guerra (como actor invitado) y el debut en telenovelas de Roberto Sosa. 
Esta telenovela fue todo un éxito no solo en México, sino en toda Latinoamérica, incluso en Brasil en donde se emitió por la cadena SBT 5 veces. También en países de Europa como Italia donde se la pudo ver con otro título, Marcellina. Batió récord de audiencia y colocó a su protagonista Lucero como una gran estrella.

## Sinopsis
La telenovela cuenta la historia de Isabel, conocida como “Chispita” (Lucero), quien fue separada de su madre cuando ésta perdió la memoria en un accidente. Tras criarse en un orfanato, Isabel es adoptada por un empresario viudo, don Alejandro (Enrique Lizalde), con la idea de que Isabel alegre la vida de su hija, Lili (Usi Velasco), quien desde la muerte de su madre se ha vuelto triste y de mal carácter, sobre todo debido a la influencia de su maestra, la malvada señorita Irene (Renata Flores). 
Sin embargo, al contrario de lo que espera Alejandro, Isabel no es bien recibida por su hija, sino que debe sortear las malvadas trampas que Lili y la señorita Irene le tenderán. Pero Isabel también encuentra amigos en la casa, como Juan Carlos (Leonardo Daniel), el hermano mayor de Lili, y Gloria (Alma Delfina), la sirvienta de la familia. Chispita comienza desde su nuevo hogar la búsqueda de su madre (Angélica Aragón).

## Elenco
- Lucero - Isabel Gonzalo Vertiz "Chispita"
- Enrique Lizalde - Alejandro De la Mora Fuente
- Angélica Aragón - Lucía Santiago / María Luisa Vertiz viuda de Gonzalo
- Usi Velasco - Liliana "Lili" de la Mora Zamundio
- Lolita Cortés - Gabriela
- Roxana Chávez - Olga Whitman Platte
- Aurora Clavel -  Dolores ''Lola" Olaya
- Elsa Cárdenas - Hermana Socorro Ruíz
- Leonardo Daniel - Juan Carlos de la Mora Zamundio
- Alma Delfina - Gloria Lezama
- Josefina Escobedo - Directora
- Rogelio Guerra - Esteban
- Maleni Morales - Eloísa
- Javier Herranz - Braulio
- Manuel López Ochoa - José
- Alberto Mayagoitía - Ángel Guardián
- Milton Rodrigues - Ángel Guardián (Tutor del Ángel Guardián que cuida a Isabel)
- Raquel Pankowsky - María
- Inés Morales - Pilar Olarte Vda de Whitman
- Beatriz Moreno - Lola
- Virginia Gutiérrez - Srita. Arroyo
- Nailea Norvind - Sara "Sarita" De la Mora Bustamante
- José Roberto Hill - Antonio Pedrero
- Renata Flores - Irene
- Marta Resnikoff - Alicia
- Antonio Brillas -Dr. Velarde
- Roberto Sosa - Pecas
- Gastón Tuset - Padre Eugenio
- Jorge Victoria - Benito
- Aurora Cortés - Jesusa
- Samuel Molina - Rogelio
- Leticia Calderón - Serena
- Arturo Peniche - Arturo
- Oscar Sánchez - Dr. Solís
- Hilda Aguirre - Bertha Vertiz de Rojas (Hermana de Ma. Luisa Vertiz "Lucia")
- Ana Bertha Espín - Amanda Villegas de Baruch (amiga de juventud de Bertha y María Luisa Vertiz "Lucia")
- Dina de Marco - Doña Alma
- Rafael del Villar - Rufino
- Lorena Rivero - Mabel
- Marco Muñoz - Dr. Aníbal Torres
- Lucero León - Hermana Sebastiana
- Polly - Paulina (Secretaria de Alejandro de la Mora)
- David Rencoret - Ramón #2 (enamorado de juventud de la Srita. Irene)
- Lucero Lander - Dora
- Socorro Bonilla - Esther (amiga de Lucia)

## Equipo de producción
- Autor: Abel Santa Cruz
- Libreto y adaptación: Lucía Carmen, Vivian Pestalozzi
- Tema musical: Chispita
- Autor: Guillermo Méndez Guiú
- Letra: Álvaro Dávila
- Interpreta: Grupo Timbiriche
- Escenografía: María Cristina Martínez de Velasco
- Ambientación: Lilian Leiferman y Margot Philippe
- Vestuario: Evelyn Acha
- Musicalizador: Javier Ortega
- Iluminación: Jesús Raya Lara
- Editores: Alejandro Frutos, Juan Carlos Frutos
- Jefe de producción: Angelli Nesma Medina
- Coordinación de producción: Eugenio Cobo
- Director de cámaras: Manuel Ruiz Esparza
- Director de escena: Héctor Ortega y en la unidad 2 Eugenio Cobo
- Dirección: Héctor Ortega, Eugenio Cobo y Pedro Damián
- Productor: Valentín Pimstein

## Adaptaciones
- Chispita es una versión de la telenovela argentina Andrea Celeste, producida en 1979 y protagonizada por Andrea del Boca, Raúl Taibo y Ana María Picchio.
- En el año 1996, Televisa realizó una nueva versión de esta telenovela que llevó por título Luz Clarita, protagonizada por Daniela Luján, César Évora y Verónica Merchant.

## Premios y nominaciones

### Premios TVyNovelas 1983
| Categoría             | Nominada | Resultado |
| --------------------- | -------- | --------- |
| Mejor actriz infantil | Lucero   | Ganadora  |

### Premios Calendario Azteca de Oro
| Año  | Categoría          | Nominada | Resultado |
| ---- | ------------------ | -------- | --------- |
| 1983 | Mejor actriz       | Lucero   | Ganadora  |
| 1998 | Mejor presentadora | Lucero   | Ganadora  |

### Premios El Heraldo de México 1983
| Categoría             | Nominada | Resultado |
| --------------------- | -------- | --------- |
| Mejor actriz infantil | Lucero   | Ganadora  |

- Lucero se convirtió en la primera actriz en ganar el premio a la mejor actriz infantil.